# Nuestra Señora del Patrocinio (Zacatecas)
Virgen del Patrocinio o Nuestra Señora del Patrocinio, es una advocación mariana de la Iglesia católica bajo la advocación de María del Patrocinio cuya imagen tiene su principal centro de culto en el Santuario de la Virgen del Patrocinio de la ciudad de Zacatecas. Sus fieles la celebran el 15 de septiembre con música típica, bailes tradicionales y festejos de gran colorido.

## Descripción
Tiene una altura promedio de 1 metro y 50 cm y viste una túnica blanca, sobre la que cae el manto azul que cubre desde la cabeza hasta los pies. El cabello se extiende dentro del ropaje. En las manos lleva en la izquierda al niño Jesús y en la derecha un cetro dorado y los ojos modestamente inclinados. Es de tez blanca y bajo sus pies se encuentra una media luna y bajo de ella una base con el símbolo del famoso rey Felipe II.

## Historia
La ciudad de Zacatecas fue fundada el 8 de septiembre de 1546. Según textos antiguos, los primeros habitantes fueron los zacatecos, quienes se establecieron a las faldas del cerro hoy conocido como de La Bufa empezando a poblar lo que en la actualidad es la ciudad de Zacatecas. En el año de 1588, el rey Felipe II expidió la real provisión en la que otorgaba el escudo de armas a la ciudad de Zacatecas. Como en aquella época el correo y las noticias viajaban con lentitud, la real provisión llegó a Zacatecas años más tarde, en 1593. Poco después, las autoridades locales dispusieron que el escudo fuera bordado en la estantería o pendón y fuera sacado en desfile el 8 de septiembre de 1593.
El primer escudo de armas de la Muy Noble y Leal Ciudad de Nuestra Señora de los Zacatecas es el otorgado por el Rey Felipe II de España. El autor es anónimo aunque posee una manufactura española. Fue realizado en el año de 1588, posee una técnica llamada óleo sobre pergamino, actualmente se ubica en el Museo Rafael Coronel en la Ciudad de Zacatecas. En el Escudo sobresale el lema en la parte inferior, la Virgen del patrocinio con nimbo y aureola, la cruz en la peña, el sol y la luna en cuarto creciente, la rúbrica de Felipe II Rey de España y los cuatro conquistadores en pose guerrera y con medallones. El marco está adornado por arcos y flechas en cruz. La Virgen sostiene al niño en su brazo derecho y no en el izquierdo como en las vírgenes de los escudos posteriores. Sus fieles la consideran Patrona Especial de la Ciudad.

## Festividad
Sus festividades se llevan a cabo del 3 al 15 de septiembre en las cuales se realizan peregrinaciones por gremios y otra de sus festividades es la Feria Nacional de Zacatecas, que se hace en honor a Nuestra Señora del Patrocinio y Nuestra Señora de los Zacatecas. 